# Takashi Nagasako
Ne doit pas être confondu avec Takashi Nagasaki.
Takashi Nagasako est un acteur japonais et seiyū né le 24 février 1964 dans la préfecture de Wakayama.

## Filmographie
- 1989 : Zeruda no densetsu (série télévisée) : Link
- 1994 : Minerva no kenshi (vidéo) : Teo (voix)
- 1994 : Kagaku ninja tai Gatchaman (vidéo) : UN Forces Operator
- 1997 : Tekken: The Motion Picture (vidéo) : Ganryu
- 1999 : Torajima no Mî me (vidéo) : Chibitora
- 2001 : Comikku paatii (série télévisée) : Horizontal Guy / Teacher (voix)
- 2002 : Kinnikuman nisei (série télévisée) : The Nosonman / Big Bone / Hoffman / Wash Ass
- 2003 : Bakuryuu Sentai Abaranger (série télévisée) : Bakuryuu "Tyranno" (voix)
- 2003 : Mouse (feuilleton TV) : Heitarou Onizuka (Japanese language version) (voix)
- 2004 : Uchû kôkyôshi Mater: Ginga tetsudô Three-Nine gaiden (série télévisée) : Burnbarrel
- 2005 : Fire Emblem: Path of Radiance (jeu vidéo) : Greil (voix)
- 2006 : Mahou sentai Magirenjâ vs Dekaranger : Babon (voix)
- 2011 : One Piece : Joz
- 2017 : Fire Emblem Heroes (jeu vidéo) : Greil (voix)
- 2023 : Fire Emblem Engage (jeu vidéo) : Hyacinth (voix)